# راسين كولي
راسين كولي (بالفرنسية: Racine Coly)‏ هو لاعب كرة قدم سنغالي في مركز ظهير ‏، ولد في 8 ديسمبر 1995 في داكار في السنغال. شارك مع منتخب السنغال تحت 20 سنة لكرة القدم. أما مع النوادي، فقد لعب مع نادي بريشيا ونادي نيس.

## وصلات خارجية
- راسين كولي على موقع الاتحاد الأوربي (الإنجليزية)
- راسين كولي على موقع اتحاد تركيا (لاعب) (الإنجليزية)
- راسين كولي على موقع رابطة كرة القدم الفرنسية للمحترفين (الإنجليزية)
- راسين كولي على موقع قاعدة بيانات كرة القدم.إي يو (الإنجليزية)
- راسين كولي على موقع ليكيب (الفرنسية)
- راسين كولي على موقع ناشيونال فوتبول تيمز (الإنجليزية)
- راسين كولي على موقع Soccerway.com (الإنجليزية)